# Кертинів
Керти́нів —  село в Україні, у Яворівському районі Львівської області. Населення становить 60 осіб. Орган місцевого самоврядування - Новояворівська міська рада.